# ول (نماد)
وِل (به لاتین: Vel) (به معنی یا) عنوان نماد ∨ است. این نماد ممکن است در حساب گزاره‌ای به معنای فصل منطقی است. برتراند راسل و آلفرد نورث وایت‌هد در مبادی ریاضیات از این نماد استفاده کرده‌اند که در آن این نماد را «جمع منطقی» یا «تابع فاصل» می‌نامد.
در یونی‌کد کدگذاری U+2228 ∨ logical or (اچ‌تی‌ام‌ال: &#8744; &or;) برای این نماد برگزیده شده است و در تک با کمک \vee و \lor نوشته می‌شود. در مقابل ول، نماد وج (∧) برای عطف منطقی استفاده می‌شود.

## واژه‌نامه
1. ↑  Logical Sum
2. ↑  Disjunctive Function